# Olaf Janssen
Olaf Janssen, född den 8 oktober 1966 i Krefeld i Tyskland, är en västtysk fotbollsspelare som tog OS-brons i fotbollsturneringen vid de olympiska sommarspelen 1988 i Seoul.